# Limón (Mayagüez)
Limón es un barrio ubicado en el municipio de Mayagüez en el estado libre asociado de Puerto Rico. En el Censo de 2010 tenía una población de 1377 habitantes y una densidad poblacional de 145,66 personas por km².

## Geografía
Limón se encuentra ubicado en las coordenadas 18°10′59″N 67°4′1″O / 18.18306, -67.06694. Según la Oficina del Censo de los Estados Unidos, Limón tiene una superficie total de 9.45 km², de la cual 9.45 km² corresponden a tierra firme y (0.03%) 0 km² es agua.

## Demografía
Según el censo de 2010, había 1377 personas residiendo en Limón. La densidad de población era de 145,66 hab./km². De los 1377 habitantes, Limón estaba compuesto por el 78.87% blancos, el 9.59% eran afroamericanos, el 0.58% eran amerindios, el 4.94% eran de otras razas y el 6.03% pertenecían a dos o más razas. Del total de la población el 99.71% eran hispanos o latinos de cualquier raza.